# Neuromyotoni
Neuromyotoni eller (generaliserad) hyperexabilitet i perifera nervsystemet, är en medicinsk term för muskelstelhet som har neurologiska orsaker. Vid neuromyotoni leder alltför snabba nervimpulser till musklerna till att de börjar krampa och rycka. Isaacs syndrom är en variant av neuromyotoni.
Vid neuromyotoni uppstår myotoni för att det är en förhöjd elektrisk aktivitet i de perifera nerverna. Detta leder till så kallad fascikulation, det vill säga att skelettmusklernas fibrer ofrivilligt drar ihop sig, till myokymi, det vill säga muskelryckningar vid vila, till muskelstelhet och till att muskelavslappningen fördröjs. Huruvida myokymi och neuromyotoni är två separata tecken på samma impulser eller samma tecken i olika grad, är inte fastställt. Oavsett hur man ser saken, kan neuromyotoni och myokymi vara både generella (drabba hela kroppen) eller lokala, vilket beror på hur utbredd den förhöjda aktiviteten i perifera nervsystemet är. Troligen uppstår denna förhöjda aktivitet av förändringar i K+-kanalerna (VGKC).
Neuromyotoni kan betraktas som ett symtom eller som en grupp sjukdomar som kännetecknas av symtomet. Förvärvad neuromyotoni eller Isaacs syndrom är den mest kända av dessa, och är en autoimmun sjukdom. Neuromyotoni kan också i sällsynta fall drabba ögonen (ockulär neuromyotoni) vilket kan ses vid myasthenia gravis och tyroida ögonsjukdomar, samt förekommer ibland efter strålbehandling. Varaktig ansiktsmyokymi kan möjligen också räknas som en variant neuromyotoni. Neuromyotoni kan också mera sporadiskt vara ovanliga symtom på sjukdomar och läkemedel som har förutsättningarna därför, såsom exempelvis Hodgkins lymfom, gifter, nervsjukdomar och genetiska sjukdomar. Sålunda kan neuromyotoni klassificeras efter huruvida den har immunologiska eller icke-immunologiska orsaker.